# Ludwik III Wirtemberski
Ludwik III Wirtemberski (1166–1241) – hrabia Wirtembergii.
Syn Ludwika II, brat Hartmana I. Ożenił się z córką hrabiego Adalberta III. Tytułu hrabia używał razem z bratem. Obaj synowie wymienieni są jako władcy Wirtembergii w dokumentach cesarza Ottona IV.
Uważa się, że Hartmann rządził wtedy, gdy Ludwik wykonywał różne zadania powierzone przez cesarza. Tak było np. w 1194, gdy Ludwik brał udział w podboju Sycylii przez cesarza Henryka VI Hohenstaufa. 